# Гун Сян'юй
Гон Сянжу (кит.: 龚翔宇, нар. 21 квітня 1997) — китайська волейболістка, олімпійська чемпіонка 2016 року.

## Виступи на Олімпіадах
| Олімпіада           | Дисципліна | Місце |
| ------------------- | ---------- | ----- |
| Ріо-де-Жанейро 2016 | волейбол   | 1     |